# Рађејов
Рађејов (пољ. Radziejów) град је у Пољској у Војводству кујавско-поморском. По подацима из 2012. године број становника у месту је био 5876.

## Становништво
| 2012. |
| ----- |
| 5.876 |